# Hydractinia armata
Hydractinia armata is een hydroïdpoliep uit de familie Hydractiniidae. De poliep komt uit het geslacht Hydractinia. Hydractinia armata werd in 1940 voor het eerst wetenschappelijk beschreven door Fraser. 